# Moimenta (Cinfães)
Moimenta ist eine Gemeinde (Freguesia) im portugiesischen Kreis Cinfães. In ihr leben 356 Einwohner (Stand 19. April 2021).